# Rogelio Guerra
Hildegardo Francisco Guerra Martínez (Calvillo, Aguascalientes, 8 de octubre de 1936-Ciudad de México, 28 de febrero de 2018),  conocido como Rogelio Guerra, fue un actor mexicano.

## Carrera
Inició su carrera durante la década de 1960. Fue el arquetipo del héroe del llamado Enchilada Western, es decir películas ambientadas en la estética y temática del Oeste estadounidense o wéstern, pero con actores mexicanos y en español, aprovechando los estudios y escenarios de las películas estadounidenses filmadas en México. 
Cabe mencionar que en 1967 tuvo un veto en televisión, por razones desconocidas.[cita requerida] Su regreso fue en 1974 con la telenovela Ha llegado una intrusa. A  finales de los 70 se lanza como cantante, y graba un LP con los temas No llores más y Destinos. En 1982, abandona esta faceta. Sus personajes de galán en las telenovelas provocaron en las décadas de los años 1970 y 1980 tumultos fuera de las locaciones de filmación. Una buena muestra de ello fue la telenovela Los ricos también lloran de 1979, compartiendo créditos con Verónica Castro.
Participó en comedias teatrales, así como en cine en Estados Unidos (muestra de ello es la cinta Popa en Nueva York, compartiendo créditos con la actriz y comediante cubana Lilia Lazo) y en la televisión. En cine alternó con figuras tales como: Cantinflas y Luis Felipe Tovar.
Se dedicó a la actuación, escultura e impartió cursos y talleres de verano para niños y jóvenes. En 2008 reapareció en televisión firmando de nueva cuenta contrato con Televisa, para la telenovela Mañana es para siempre del productor Nicandro Díaz. Esto marcó el regreso del actor a los melodramas después de Golpe bajo, una telenovela protagonizada por Lucía Méndez y Javier Gómez donde Rogelio Guerra tenía el antagónico, bajo la batuta de TV Azteca.
También incursionó en el doblaje de voces entre las cuales destacan sus interpretaciones de Perry White en Superman Returns y del rey Théoden en El Señor de los Anillos: las dos torres y El Señor de los Anillos: el retorno del Rey.
En 2008 regresa a las telenovelas en Televisa con la producción Mañana es para siempre, compartiendo roles junto a Silvia Navarro, Fernando Colunga y Lucero, interpretando un doble papel, de coestelar y de villano.
En 2009 realizó un papel antagónico en la telenovela Los exitosos Pérez, protagonizada por Ludwika Paleta y Jaime Camil.
En 2011 participa en la telenovela Rafaela, versión mexicana de la telenovela venezolana del mismo nombre, original de Delia Fiallo que está protagonizada por Scarlet Ortiz y Jorge Poza.
En 2012 realiza una participación especial en Amor bravío interpretando al tío de Silvia Navarro, que había interpretado a su hija en Mañana es para siempre.
Desde entonces, participó en producciones como Gossip Girl Acapulco del productor Pedro Torres, Qué bonito amor y Lo que la vida me robó.
Por cuestiones de salud, se mantuvo alejado de los escenarios.

### Últimos años y fallecimiento
Rogelio fue diagnosticado con Alzheimer en 2013 y su salud se deterioro debido a que sufrió un derrame cerebral en 2015.
A inicios de febrero del 2015 fue hospitalizado debido a una operación de vesícula que se le realizó en un hospital de Ciudad de México; al poco tiempo se dio a conocer su fallecimiento, el 28 de febrero de 2018 a la edad de 81 años, producto de un paro respiratorio.

## Filmografía

### Cine
- El tren del no olvido (2011)

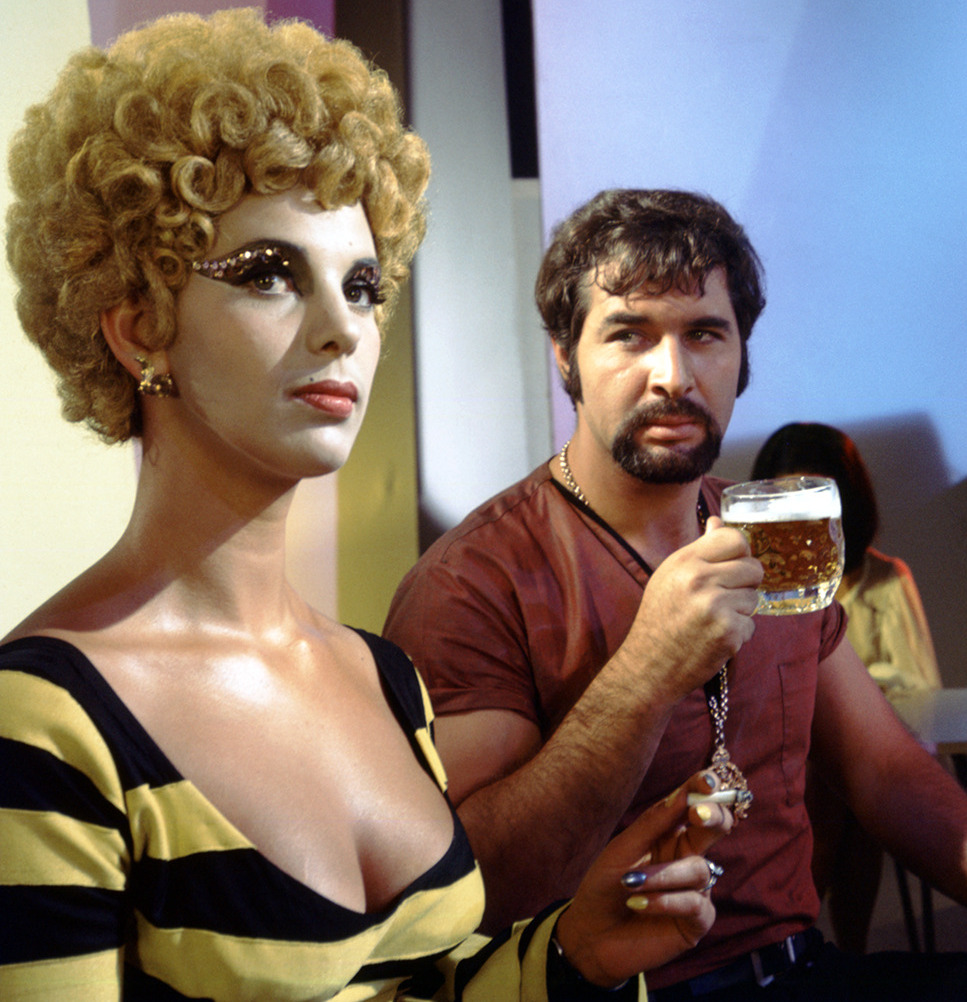
Con Regina Torné en The Big Cube (1969).

- Hijas de su madre: Las Buenrostro (2005)
- Dos auroras (2005)
- 7 mujeres, 1 homosexual y Carlos (2004)
- La fuga del Chapo (2001)
- Emisario del odio (2001)
- La sombra del azabache (2001)
- Barrio bravo de Tepito (2001)
- El Paje (1999) (Cortometraje)
- Fuera de la ley (1998)
- Yo, tú, él, y el otro (1992)
- Una leyenda de amor (1982)
- Ángel del silencio (1979)...como Mario, El "Ángel del Silencio"
- Traigo la sangre caliente (1977)
- Viaje por una larga noche (1977)
- Tres mujeres en la hoguera (1977)...como Álex.
- El hombre del puente (1976)
- El niño y la estrella (1976)
- Las momias de San Ángel (1975)
- Peor que las fieras (1974)...como Jorge Martín del Campo.
- Pistoleros de la muerte (1974)...como Alan.
- Canción de Navidad (1974)
- Los leones del ring (1974)
- El Señor de Osanto (1974)
- La corona de un campeón (1974)...como Víctor/El Tigre.
- Tierra de violencia (1974)
- Historias de amor y aventuras (1974)
- Paso de Águilas (1974)
- Leyendas macabras de la Colonia (1973)...como Antonio de Talamantez.
- Las víboras cambian de piel (1973)
- Una rosa sobre el ring (1973)...como El Indio Antonio.
- Duelo al atardecer (1973)...como Anselmo Mendoza.
- Diles que no me maten (1973)
- Un pirata de doce años (1972)
- La Martina (1972)...como El Plateado.
- Los doce malditos (1972)
- Entre monjas anda el diablo (1972)...como Carlos Romero.
- Los leones del ring (1972)
- La tigresa (1972)...como Luis Fierro.
- El amor de María Isabel (1971)...como Ernesto.
- El sabor de la venganza (1971)
- Chico Ramos (1971)...como Chico Ramos.
- La casa del farol rojo (1971)
- Branded (1971)
- Cruz de amor (1970)...como Alfonso Pimentel de Lara.
- Quinto patio (1970)...como El Gato.
- El cínico (1970)...como Edgardo Maldonado.
- Valentín Armienta, el vengador (1969)
- El terrón de azúcar (1969)...actuación especial.
- Minifaldas con espuelas (1969)
- Un ángel en el fango (1969)...como Rolando (act. Especial).
- Las pecadoras (1968)...como Arturo Roca "El Gato".
- Las sicodélicas (1968)...como Arsenio Junker Tres Alas.
- Bajo el imperio del hampa (1968)
- Báñame mi amor (1968)
- Popa en New York (1968)...como Julio.
- Veinticuatro horas de vida (1967)...como Antonio Arriaga.
- El pícaro (1967)
- La endemoniada (1967)...como Pablo.
- Cuernavaca en primavera (1966)
- Fuera de la ley (1966)...como Tony.
- Tierra de violencia (1966)...como Tony.
- Acapulco a go-go (1966)...como Jorge.
- Gigantes planetarios (1965)...como Marcos Godoy.
- Vuelve el texano (1965)...como El Texano.
- Rancho solo (1965)
- El dengue del amor (1965)...como Rodrigo.
- Morelos, siervo de la nación (1965)
- El solitario (1964)...como Rubén Souza.
- Las Invencibles (1964)
- The Fight for Glory (1964)
- El pícaro (1964)
- El padrecito (1964)...como Marcos.
- Amor y sexo (Safo '63) (1964)
- Las hijas del Zorro (1964)
- El espadachín (1963)
- Una bala para Billy the Kid (1963)

### Telenovelas
- Lo que la vida me robó (2013-2014) .... Almirante Lauro Mendoza
- Qué bonito amor (2012-2013) .... Carl Summers
- Amor bravío (2012) .... Don Daniel Monterde
- Dos hogares (2011-2012) .... Don Rodrigo Valtierra
- Rafaela (2011) .... Rafael de la Vega
- Los exitosos Pérez (2009-2010) .... Franco Arana
- Mañana es para siempre (2008-2009) .... Gonzalo Elizalde / Artemio Bravo
- Golpe bajo (2000-2001) .... Leonardo Prado
- Azul tequila (1998-1999) .... Adolfo Berriozábal
- Tric-Trac (1996-1997) .... El General
- Nada personal (1996-1997) .... Comandante Fernando Gómez Miranda "el Águila Real"
- María José (1995) .... Raúl Almazán
- Los parientes pobres (1993)... Ramiro Santos
- Ángeles blancos (1990-1991) .... Jorge Pades
- Los años perdidos (1988)
- Color de Piel (1988), serie grabada en Puerto Rico junto a María Rubio.
- Preciosa (1986), Telenovela grabada en Puerto Rico con Von-Marie Méndez.
- Vivir un poco (1985-1986) .... Gregorio Merisa Obregón
- Principessa (1984-1986) .... Santiago
- Amalia Batista (1983-1984) .... José Roberto Covarrubias
- Chispita (1982-1983) .... Esteban
- Vanessa (1982) .... Pierre Saint Michelle
- Los ricos también lloran (1979-1980) .... Luis Alberto Salvatierra
- Doménica Montero (1978) .... José María Robles
- La venganza (1977) .... Sultán de Omán
- Los bandidos de Río Frío (1976) .... Juan Robreño
- Lo imperdonable (1975-1976) .... Álvaro
- Ha llegado una intrusa (1974-1975) .... Gabino
- Engáñame (1967) .... Valenzuela
- La casa de las fieras (1967) .... Lorenzo
- El derecho de nacer (1966)
- Amor y orgullo (1966) .... Armando
- Cumbres Borrascosas (1964) .... Carlos Smith

### Series de televisión
- Zapata: amor en rebeldía (2004) .... Eugenio Rendón
- Chespirito (1986) .... Rogelio (capítulo: "Rogelio Guerra en la vecindad", sketch:El Chavo del 8)
- El Chavo del 8 (serie de televisión) (1971) .... Rogelio

### Obras de teatro
- Panorama desde el puente (2012), de Arthur Miller.
- Pastorela Mexicana (2011).
- La retirada (2010), de William Nicholson.
- Pinocho (2008), de Carlo Collodi.
- Pastorela del Carmen (2008).
- Emociones encontradas (2007).
- Sueños de libertad (2007).
- Yo soy Juárez (2006).
- Secretos de un colchón (2006).
- Pastorela del Carmen (2005).
- Triángulo de las Bermudas (2005).
- Hamlet (2005).
- Réquiem por el poeta (2004).
- ...Y pensar que pudimos (2004), espectáculo poético-musical.
- Juan Diego del Tepeyac (2002).
- El héroe (2002).
- Poppins el musical (2001).
- La Corregidora, conspiradora de libertad (1999).
- Buenas noches, Beatriz (1997), de Julio Gini.
- Corte de locura (1997).
- Ser infiel si es algo personal (1997).
- ¿Quién teme a Virginia Woolf? (1995), de Edward Albee.
- Luisa Fernanda (1994), zarzuela.
- La hora sonada (1993).
- La muerte y la doncella (1993), de Ariel Dorfman.
- Dime la verdad pero desnuda (1987).
- Una vez al año no hace daño (1986).
- Sube y baja para dos (1983), de William Gibson.
- El próximo año a la misma hora (1982), de Bernard Slade.
- Los Fantástikos (1982).
- El principito (1981).
- Los Fantástikos (1981).
- El próximo año a la misma hora (1981), de Bernard Slade.
- Alo alo número equivocado (1980).
- Tru-Tru entre tres (1979).
- ¿Alguien dijo divorcio? (1978).
- Lili (1977).
- Usted también podrá disfrutar de ella (1977), de Ana Diosdado.
- Vidas privadas (1976), de Noel Coward.
- Judith en su onda (1976).
- Equus (1976), de Peter Shaffer.
- El caso de la mujer asesinadita (1975), de Miguel Mihura.
- Cosas de papá y mamá (1974), de Alfonso Paso.
- Parada obligatoria (1974).
- Mame (1973).
- Nerón (1973).
- Historia de un par de piernas (1972).
- Se renta apartamento con vistas al río (1972).
- Popa astronauta (1970).
- El pulpo (1970).
- Psicomanía (1969).
- La factura (1969), de Françoise Dorin.
- La rueda de la fortuna (1967).
- Picnic (1967), de William Inge.
- Hamlet (1966), de William Shakespeare.
- La criada mal criada (1965).
- Niebla en el bigote (1965), de Jorge Llopis.
- Desnúdese señora (1965), de Juan Chorot.
- Esta noche, no (1965).
- Los derechos de la mujer (1965), de Alfonso Paso.
- Una viuda sin sostén (1965), de Alfredo Varela.
- La alcoba de las reinas (1963).
- Tengo un millón (1962), de Víctor Ruiz Iriarte.
- La quinceañera impaciente (1962).
- ¿Quién teme a Virginia Woolf? (1962), de Edward Albee.
- Irma la dulce (1961), de Alexandre Breffort.
- Las fascinadoras (1961), de Felipe Santander.
- Asesinato (1961).
- A ritmo de juventud (1958).

### Doblaje
Bernard Hill
- Rey Théoden en El Señor de los Anillos: las dos torres.
- Rey Théoden en El Señor de los Anillos: el retorno del Rey

Otros Papeles
- Jefe Lipo en El Agente 00-P2 (2009)
- Presidente en Horton (2008)
- Tug en Tierra de Osos 2 (2006).
- Perry White y Stanford en Superman Returns.
- Gran Soldador en Robots (2005).
- Abner Dixon en Vacas vaqueras (2004)
- Sr. Conejo en Mansión Foster para Amigos Imaginarios (2004).
- Lorenzo en Pokémon Heroes: Latios and Latias (2003).
- Tug en Tierra de Osos (2003).
- Earl Smooter en No Me Olvides.
- Gral. Faversham en Las Cuatro Plumas.
- Sr. Donolly en Experta en Bodas.
- Warner en El Equipo del Grito.
- Padre de Ranján en El libro de la selva 2.
- Sacerdote en Espía por Accidente.
- Director en correccional en Naranja Mecánica.
- Rey Dimas en Sinbad: La leyenda de los siete mares.
- Narración en Pulgarcito y Pulgarcita.
- Jerry en Todo al Descubierto.
- Arquitecto en Matrix Revoluciones.
- Narración en Señales.
- Piggley (abuelo) en Las Aventuras de Piggley Winks.
- Hombre en parlamento en El Álamo.
- Priamo en Troya.
- Duque Rojo en Metrópolis.
- Doug Roselli en Guía de Entrenamiento.
- Dr. Alfred Laning en Yo Robot.
- Edward Feldman en Auto Focus.
- Louis B. Mayer en De-Lovely.
- Rey Stormhold en Stardust.
- Agente Witkins en Atrápame si Puedes.
- Mercer en Piratas del Caribe: El Cofre de la Muerte
- Lama Su en Star Wars Episodio II: El Ataque de los Clones
- Santa Claus en Las Crónicas de Narnia: El León, la Bruja y el Ropero
- Reverendo en Esposas Desesperadas.
- Earl McGraw en Kill Bill.
- Personajes extras en Animaniacs y Pinky y Cerebro.

## Conflicto legal con TV Azteca
En el año 2002, Rogelio Guerra interpuso una demanda contra el entonces llamado Grupo Promotora Empresarial (actualmente Azteca Novelas) por incumplimiento de contrato, ya que se estipulaba que el actor participaría en tres telenovelas y solo lo hizo en una, resolviéndose la sentencia a favor del actor.
En 2005, el grupo que había sido demandado, contrademandó a Guerra en un juzgado distinto alegando daños y perjuicios y reclamando un pago y la rescisión del contrato.
El 13 de abril de 2012, se dio a conocer el fallo a favor de la televisora, obligando al actor con esto a pagar 26 millones de pesos como indemnización y embargando su nombre artístico.
El 31 de mayo de 2012, el actor publicó en su cuenta de Twitter un comunicado en el que él y Azteca Novelas habían llegado a un acuerdo para poner fin al conflicto que se inició hace 10 años:

El día de hoy quedó firmado y ratificado el acuerdo entre Azteca Novelas y un servidor en el que para cerrar este capítulo, ambas partes nos desistimos de la demanda que interpusimos.
Rogelio Guerra

En el comunicado, Guerra afirma que no hubo acuerdo económico alguno y que la empresa lo había invitado a regresar a trabajar en Azteca Novelas, pero que él no tenía planes para hacerlo.

## Premios y nominaciones
| Premios TVyNovelas |                         |                        |           |
| Año                | Categoría               | Telenovela             | Resultado |
| 2012               | Mejor primer actor      | Rafaela                | Nominado  |
| 2010               | Mejor actor antagónico  | Mañana es para siempre | Nominado  |
| 1991               | Mejor actor protagónico | Ángeles blancos        | Nominado  |
| 1986               | Mejor actor protagónico | Vivir un poco          | Nominado  |
| 1983               | Mejor villano           | Vanessa                | Nominado  |

- 1993 Premio especial a la mejor telenovela de Televisa entregado por el entonces dueño de Televisa Emilio Azcárraga Milmo Los ricos también lloran, entregado a Valentín Pimstein, Verónica Castro y Rogelio Guerra.[7]

### TV Adicto Golden Awards
| Año  | Categoría          | Telenovela             | Resultado |
| ---- | ------------------ | ---------------------- | --------- |
| 2013 | Mejor Primer Actor | Lo que la vida me robó | Ganador   |